# George Bonhag
George Valentine Bonhag (Boston, 31 de janeiro de 1882 – Nova York, 30 de outubro de 1960), foi um corredor norte-americano de meio-fundo, campeão olímpico em Estocolmo 1912 e competidor em três Jogos Olímpicos.
Um integrante do Irish American Athletic Club e da polícia de Nova York, assim como vários outros campeões olímpicos norte-americanos da época, Bonhag teve a atenção chamada para uma notícia publicada pelo New York Times em 6 de agosto de 1904, anunciando que a associação metropolitana da Amateur Athletic Union, órgão regulamentador dos esportes amadores nos Estados Unidos, realizaria uma corrida especial de cinco milhas (8 km) de distância no dia 13 de agosto, no Celtic Park, para selecionar oito corredores que teriam a viagem paga para disputar a maratona dos Jogos Olímpicos de St. Louis, a se realizar em 30 de agosto. Listado como representante da Greater New York Irish Athletic Association, ele foi pré-selecionado como um dos 19 "prováveis competidores" neste evento.
Em St. Louis 1904, ele acabou participando dos 800 m rasos, mas não se conhece seu resultado nesta prova, que teve 10 americanos entre os 13 competidores. Quatro anos depois, em Londres 1908, integrou a equipe que disputou as 3 milhas por equipe, ficando com a medalha de prata. Também participou dos 3200 m c/ barreiras mas foi eliminado na primeira eliminatória. Em Estocolmo 1912, ele se tornou campeão olímpico integrando a equipe dos 3000 m por equipes, junto aos compatriotas Tell Berna e Norman Taber. Nestes Jogos ele também disputou o torneio de baseball, então apenas um esporte de exibição.
Além dos três Jogos Olímpicos oficiais que disputou, Bonhag também competiu nos Jogos não-oficiais de Atenas 1906, onde ganhou uma medalha de ouro na marcha de 1500 m, a primeira e única vez que participou desta prova e modalidade.